# Queso en grano

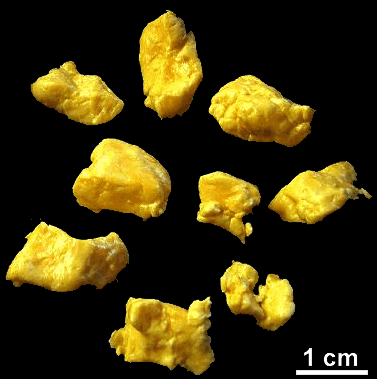
Queso en grano.

Se llama queso en grano (en inglés cheese curds, en francés fromage en grains) a las partes sólidas de la leche cuajada, empleadas en diversos platos regionales, principalmente en Quebec (Canadá) y el noreste y medio oeste de los Estados Unidos.

## Características
El queso en grano es poco conocido en lugares que no cuentan con queserías, ya que lo ideal[cita requerida] es consumirlo horas después de su elaboración. Su sabor es suave, con aproximadamente la misma firmeza que un queso blando, pero con una textura elástica o gomosa. Un rasgo característico es que los granos frescos chirrían contra los dientes al masticarlos, debido al aire atrapado en sus poros, ruido que ha sido descrito como «globos intentando besuquearse». (En inglés a veces se denomina squeaky cheese, ‘queso chirriante’.) A veces es algo salado.
La variedad estadounidense suele ser amarilla o naranja, como la mayoría del cheddar de ese país. Otras variedades, como las de Quebec, pueden ser más claras.

## Conservación
Tras 12 horas, e incluso aunque se mantenga refrigerado, el queso en grano pierde muchas de sus características de frescura, particularmente la de chirriar. Tras 24 horas, pierde completamente la frescura. Si se necesita conservarlo durante un par días, guardarlo a temperatura en lugar de refrigerado puede conservar el sabor y el «ruido».

## Preparación

### Frito

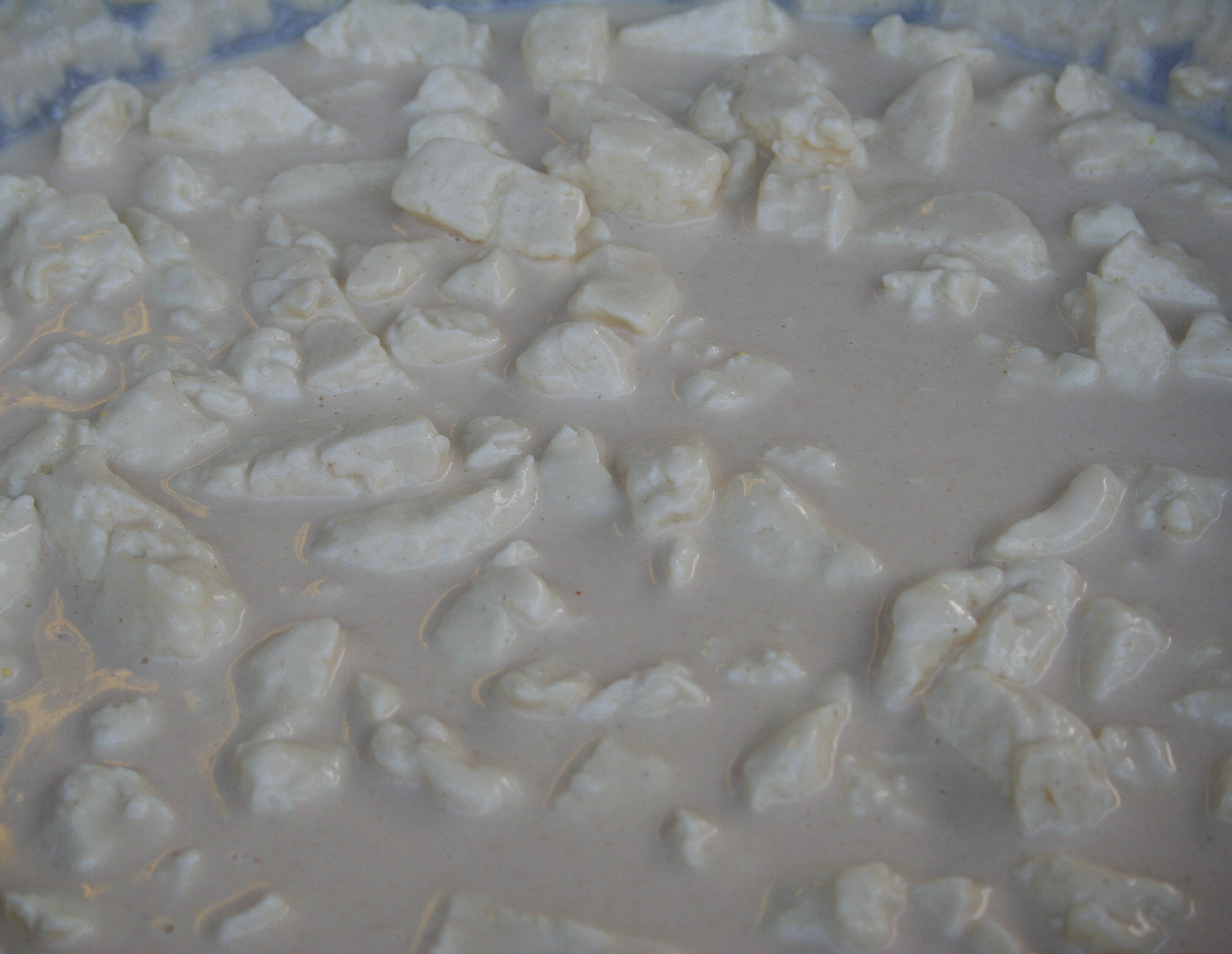
Queso en grano cubierto de rebozado de cerveza antes de la fritura.

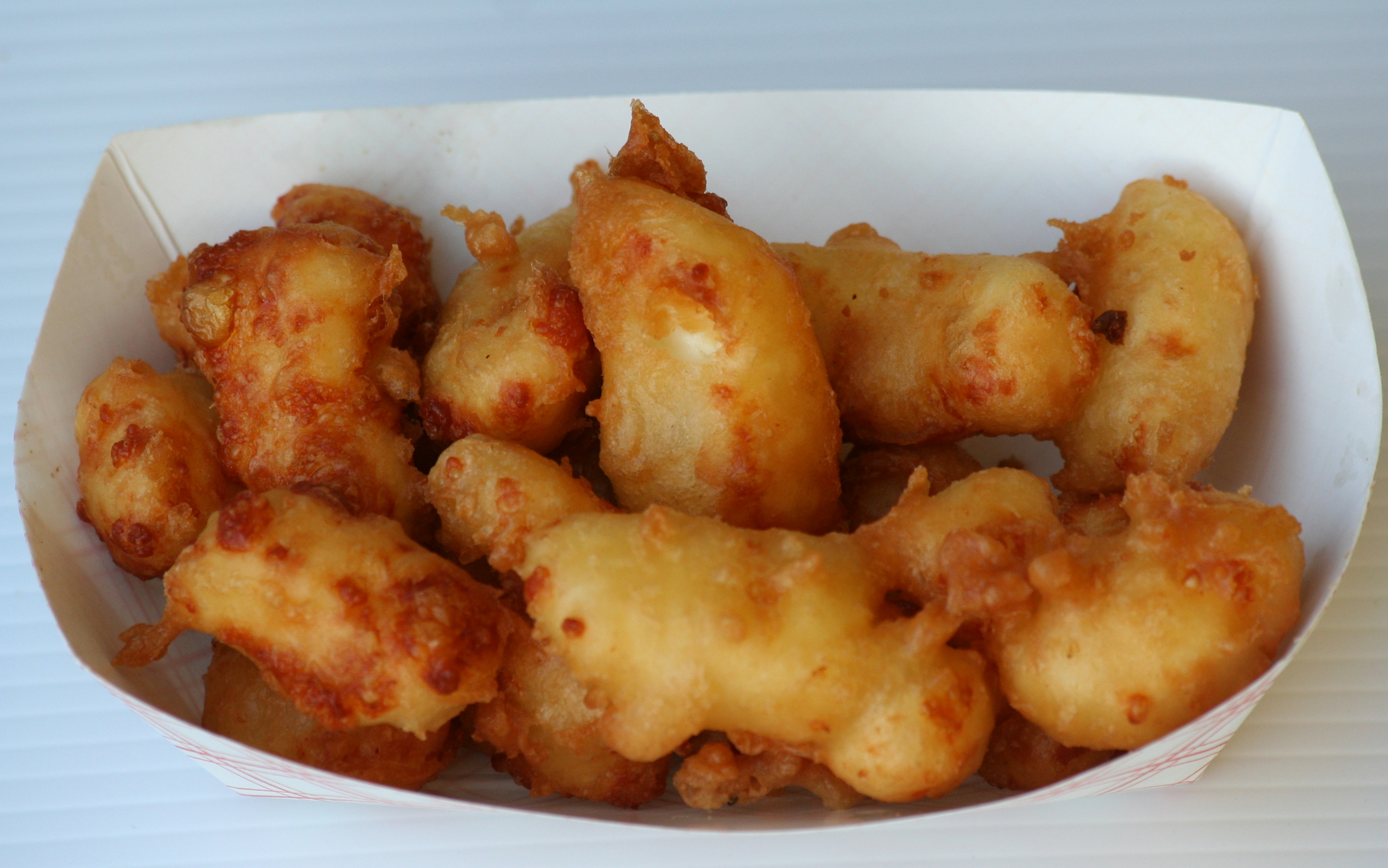
Queso en grano frito servido en un festival de Minnesota.

En el Medio Oeste de Estados Unidos el queso en grano frito (deep-fried cheese curds) se encuentra a menudo en carnavales y ferias, así como en restaurantes y bares de comida rápida locales. Se preparan cubriendo los granos con un rebozado como el usado para los aros de cebolla, o empanándolos, y friéndolos en una freidora.
En algunas zonas, el queso en grano frito también se conoce como cheeseballs (‘bolas de queso’).

### Poutine
El queso en grano es un ingrediente principal de la poutine, que es un plato consistente en patatas fritas con queso en grano encima, cubierto con brown gravy y a veces otros ingredientes. Es una receta típica de diners que surgió en Quebec en los años 1960. También es popular en Nueva Jersey, empleando una variedad de queso estadounidense, llamándose a menudo Disco Fries.